# Vêves
Vêves est un hameau belge de la commune de Houyet situé en Région wallonne dans la province de Namur. Il fait partie de la section de Celles. Il est traversé par un petit affluent de la Lesse et par la route nationale 910. Il est surtout connu pour son célèbre château.

## Patrimoine
Le château de Vêves est un des châteaux-forts médiévaux les mieux conservés de Belgique. C'est dans ce château qu'a été tourné une partie du feuilleton Les Galapiats diffusé à partir du 23 décembre 1969 sur la RTB et le 10 mai 1970 sur la deuxième chaine de l'ORTF.